# August Dietrich Rische

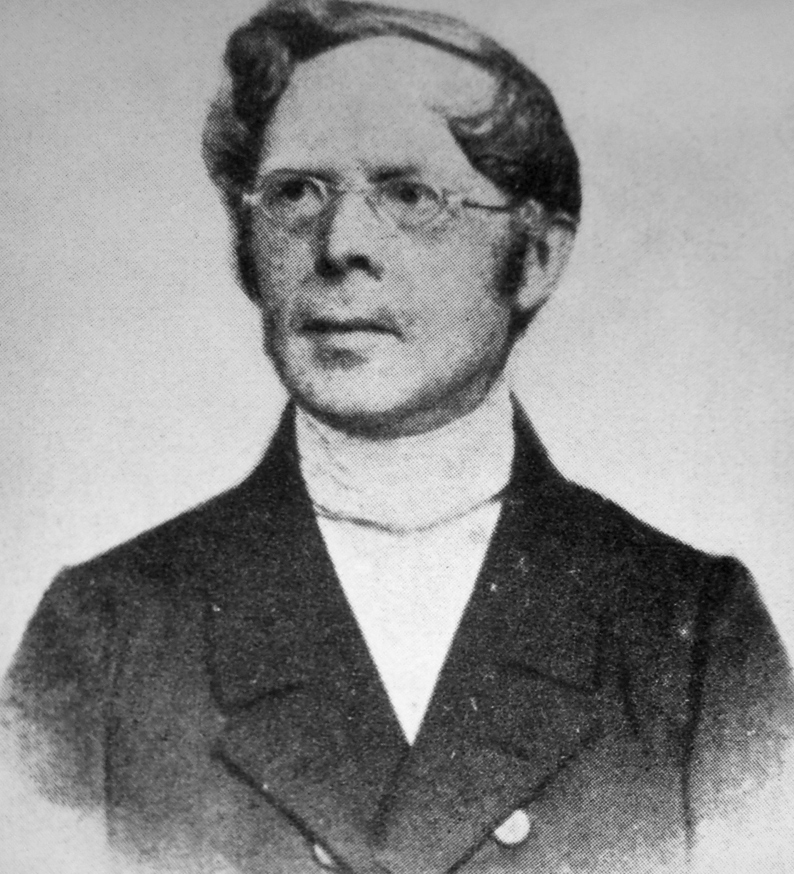
August Rische

August Dietrich Rische (* 5. Februar 1819 in Minden; † 15. November 1906 in Ludwigslust) war ein deutscher lutherischer Pastor, Komponist und Liederdichter.

## Leben
August Dietrich Rische wurde als Sohn des Registrators Ernst Heinrich Rische und dessen Ehefrau Karoline Louisa Elise Rische, geborene Christiani, geboren. Er besuchte zunächst das Gymnasium in Minden, das er 1839 mit dem Abitur abschloss. Anschließend studierte er in Halle (Saale) und Münster. Dort legte er im Herbst 1842 und im Herbst 1844 die theologischen Examina ab. Von 1842 bis 1844 war er auch Hauslehrer auf Gut Wulkow in Nordbrandenburg bei der Familie des Landrates Friedrich Wilhelm von Schenckendorff.
Beeinflusst von August Tholuck, zu dessen Studentenkreis er gehörte, erlebte er in Halle seine persönliche Erweckung. 1844 trat er eine Stelle als Vikar und Hauslehrer bei Pastor Johann Heinrich Volkening in Jöllenbeck an. Diese Begegnung mit der Leitfigur der Minden-Ravensberger Erweckungsbewegung veränderte seine weitere Laufbahn. In Jöllenbeck gründete er den ersten Jünglingsverein und beteiligte sich an der Gründung des Evangelischen Gymnasiums Gütersloh. 1849 wurde Rische nach Wunsch von Ludwig Feldner (1805–1890) Inspektor der neu gegründeten Evangelischen Gesellschaft für Deutschland. Am 14. April 1850 wurde er zum Pfarrverweser in Bad Lippspringe bestimmt. Es folgte 1852 eine Pfarrstelle in Schwinkendorf. Zehn Jahre lang schrieb Rische zudem die Sonntagsblätter für die Gemeinden in Mecklenburg.
Am 20. Mai 1851 heiratete Rische Ida Volkening, die älteste Tochter von Johann Heinrich Volkening. Dieser Ehe entstammten sechs Kinder. Nach dem Tod seiner Ehefrau im Jahr 1860 heiratete Rische 1864 deren Schwester Klara Volkening, die 1870 starb. Am 30. Juni 1900 zog August Dietrich Rische nach Ludwigslust, wo er als Kirchenrat im Ruhestand lebte.

## Bekannteste Kirchenlieder

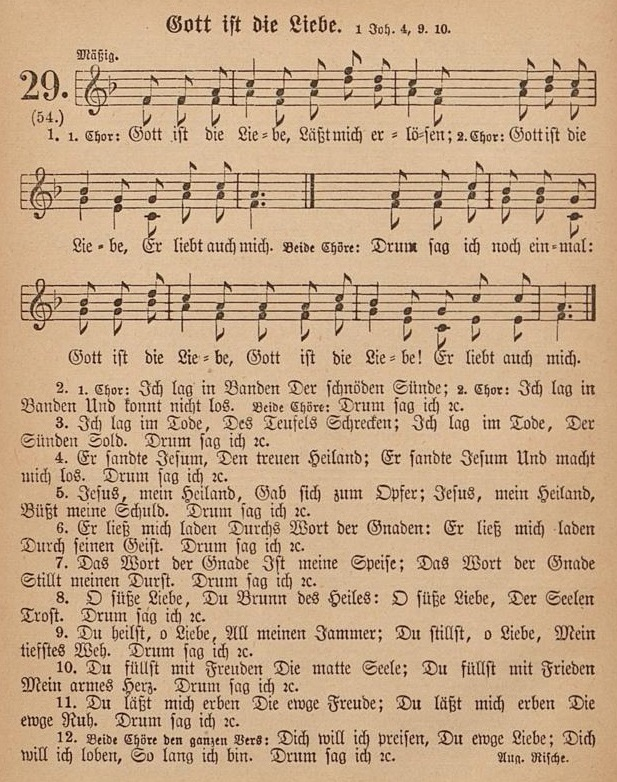
Gott ist die Liebe in der Kleinen Missionsharfe, 52. Auflage 1892

- Gott ist die Liebe (Text 1852, Missionsharfe Nummer 29)
- Mit den Hirten will ich gehen (Melodieⓘ/?, 1885), Evangelisches Gesangbuch, Ausgabe Rheinland/Westfalen/Lippe, Nr. 544, Missionsharfe Nummer 123b

## Bekannteste Werke
- Krieg und Sieg. Eine Sammlung von 100 älteren und neuern Liedern mit beigefügten Sangweisen im älteren Rhythmus. Der streitbaren Kirche dargeboten von H. Volkening, Pastor zu Jöllenbeck, und A. Rische, Predigtamts-Candidat. Bertelsmann Gütersloh 1848
- Joseph Allein, weiland Prediger zu Taunton in England : Ein Lebensbild aus bewegter Zeit für beregte Zeiten ... Seinem theuren Schwiegervater Herrn H. Volkening Pastor zu Jöllenbeck in kindlicher Liebe und Verehrung dargeboten. Velhagen & Klasing Bielefeld 1850 Digitalisat MDZ München
- Grundsteinlegung des Rettungshauses zu Schildesche. In: Fritz Mangelsdorf: Reminiscere: Zum 50jährigen Jubiläum des Rettungshauses zu Schildesche, 20. Juli 1902. Bertelsmann Gütersloh 1902, S. 14–23 Digitalisat ULB Münster
- Das geistliche Volkslied: Sammlung geistlicher Lieder für außergottesdienstliche Kreise in vierstimmigem Satze zugleich als Begleiterin der „Kleinen Missionsharfe“.  Velhagen u. Klasing, Bielefeld 1861 (2. Auflage), 1908 (12. Auflage).Vier Ausgaben als Digitalisat ULB Münster
- Johann Heinrich Volkening. Ein christliches Lebens- und kirchliches Leitbild aus der Mitte des neunzehnten Jahrhunderts. Bertelsmann, Gütersloh 1919 (posthum herausgegeben von seinem Sohn B. Rische).
- Johann Heinrich Volkening: Kleine Missionsharfe im Kirchen- und Volkston für festliche und außerfestliche Kreise. Bertelsmann, Gütersloh 1852 (Mitarbeit und redaktionelle Erweiterung ab 43. Auflage von 1885).
- Einfache Choralvorspiele in figurirten Anfangszeilen der Melodieen mit Berücksichtigung des neuen mecklenburgischen Melodieenbuches größtentheils nach älteren Meistern bearbeitet ... Rostock 1870
- Karl Jahn, Dr. theol., weil. grossherzoglicher Oberhofprediger zu Schwerin. Ein Lebensbild, auf Wunsch vieler Freunde und Verehrer des Entschlafenen gezeichnet. Bahn, Schwerin 1892.
- Morgentau aus Gottes Wort: kurze Morgenandachten für alle Tage des Jahres. Bertelsmann, Gütersloh 1897.

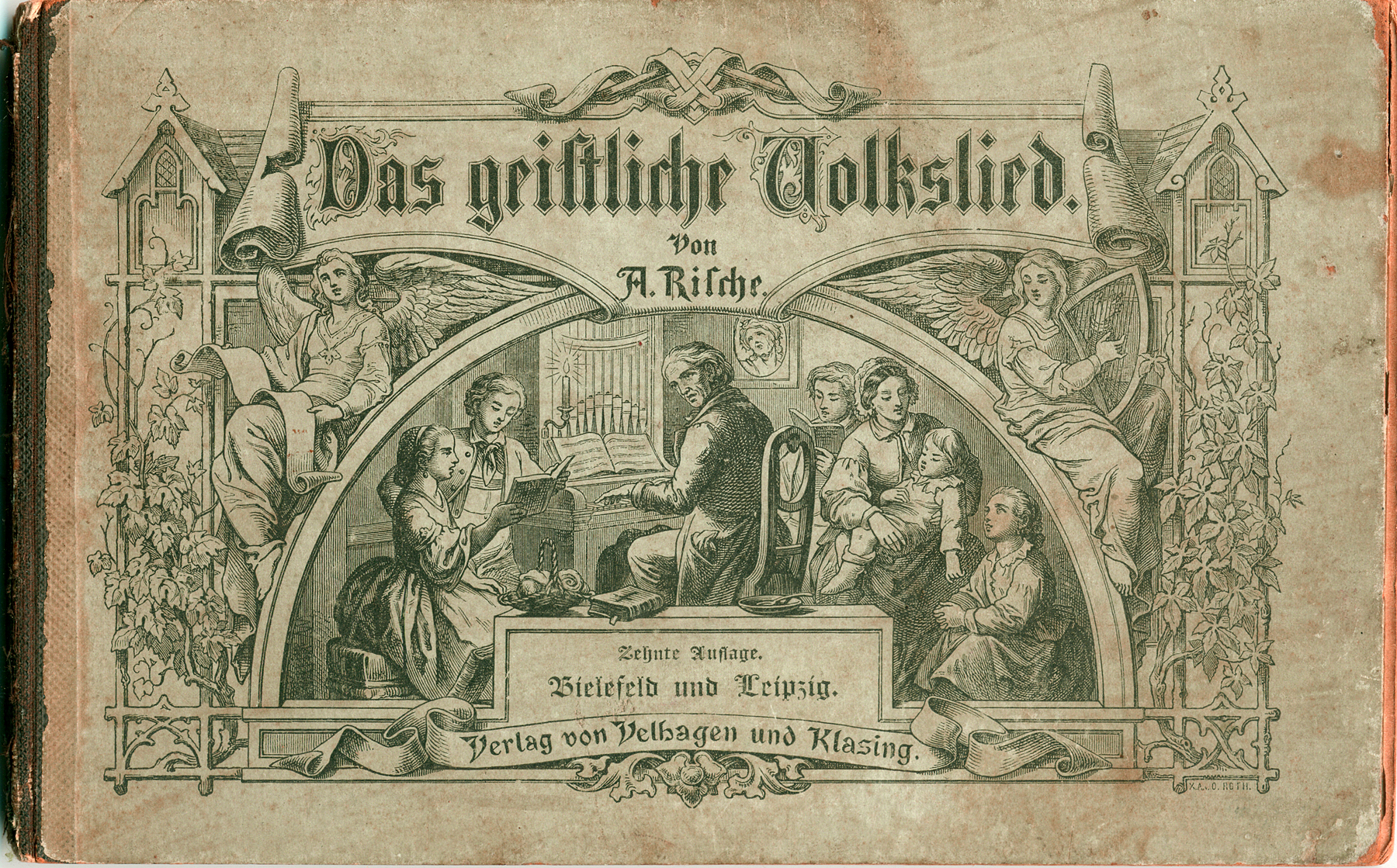
Buchumschlag Das geistliche Volklied 1891